# Sitanion jubatum
Sitanion jubatum là một loài thực vật có hoa trong họ Hòa thảo. Loài này được J.G.Sm. miêu tả khoa học đầu tiên năm 1899.